# タウォンシス
タウォンシス(多元シス)は、大韓民国で核融合電源、プラズマ電源装置、電磁誘導加熱装置、鉄道車両向けのインバータ電源装置などを製作する企業。
本社を京畿道安山市檀園区草芝洞始華マルチテクノバレー産業団地におく電機メーカーだったが、かつてソウルメトロ2号線新型車両受注時にコンソーシアムを構成した鉄道車両メーカーのロウィンを吸収合併したことで、鉄道車両完成車事業に進出することになった。全羅北道井邑市笠岩面に鉄道車両生産工場を新設する予定である。

## 沿革
- 1996年1月9日：タウォン産電設立[2]
- 2001年5月10日：タウォンシスに社名変更[2]
- 2010年9月14日：コスダック上場[3]
- 2015年
  - 3月20日 - ロウィンとコンソーシアムを構成して、ソウル地下鉄2号線電車200両を受注[4]。
  - 10月7日 - 全羅北道と鉄道投資協約（蘆嶺駅近く）[5]
- 2016年10月20日 - ロウィンの吸収合併公示[6]。
- 2017年
  - 1月10日 - ロウィンの吸収合併承認[7]。
  - 1月17日 - 茨城県つくば市に日本法人設立[1]
  - 2月15日 - ロウィンの吸収合併完了[8]。

## 事業所
- ソウル事務所（旧ロウィン）：ソウル特別市龍山区元暁路九十街The Primeビル20階
- 金泉工場（旧ロウィン）：慶尚北道金泉市禦侮面禦侮路447
- 井邑工場 ：全羅北道 井邑市 蘆嶺駅 隣近
- 中国 北京支社：北京市亦荘開発区（大興区）栄華南路7号院君安国際1号ビル
- 中国 広州支社：広東省広州市黄埔区石化路195号万科城市花園商務ビル

## 製品

### 鉄道車両
- ソウルメトロ2000系電車
- 西海線用通勤電車10編成40両[9]

### VVVF
- ソウル交通公社SR000系電車